# Annabelle Hettmann
Annabelle Hettmann, née à Saint-Saulve dans le Nord, est une actrice française de théâtre et de cinéma.

## Biographie
Annabelle Hettmann est danseuse de formation, notamment à l'école de danse de l'Opéra de Paris, où elle passe six années, avant de s'orienter vers le théâtre.
Elle est engagée par Thierry de Peretti pour incarner Ophélie dans Le Jour des meurtres dans l’histoire d’Hamlet de Bernard-Marie Koltès. Elle commence sa carrière au cinéma comme doublure lumière de Kirsten Dunst dans Marie-Antoinette de Sofia Coppola[réf. nécessaire], puis tourne des seconds rôles dans les films de Christophe Honoré. En 2011, elle tient le rôle principal remarqué du Sentiment de la chair de Roberto Garzelli, lequel lui vaut une présélection pour le César du meilleur espoir féminin en 2011,.

## Filmographie

### Cinéma
- 2006 : Dans Paris de Christophe Honoré
- 2007 : Les Chansons d'amour de Christophe Honoré
- 2010 : Le Sentiment de la chair de Roberto Garzelli
- 2011 : Ma compagne de nuit d'Isabelle Brocard et Hélène Laurent
- 2014 : Les Enfants rouges de Santiago Amigorena
- 2015 : Elle (court métrage) de Vincent Toujas
- 2013 : Nous sommes tous des êtres penchés de Simon Lelouch

### Télévision
- 2007 : Tropiques amers (série télévisée)
- 2007 : Joséphine, ange gardien (11e saison, épisode Le Secret des Templiers)
- 2008 : Flics (série télévisée) de Nicolas Cuche
- 2008 : Louis la Brocante (saison 10, épisode 2 : Louis n'en dort plus)
- 2010 : La Peau de chagrin (téléfilm) d'Alain Berliner
- 2011 : Isabelle disparue de Bernard Stora
- 2015 : Les Petits Meurtres d'Agatha Christie (saison 2, épisode Murder Party) : Philippine Leroy
- 2015 : Dix pour cent (saison 1, épisode 4) : hôtesse de l'hôtel

## Théâtre
- 2008 : Le Jour des meurtres dans l'histoire d'Hamlet de Bernard-Marie Koltès, mise en scène par Thierry de Peretti, Théâtre de la Bastille
- 2013 : Violet de Jon Fosse, mise en scène Mathieu Gerin, théâtre de l'Élysée, Lyon
- 2015 : Cube de et mis en scène par Mathieu Mullier Griffiths, Théâtre de l'Étoile du nord
- 2017 : Ce que femme veut ! de Quentin Pradelle et Frank Messica, mise en scène Frank Messica, Espace Beaujon de Paris